# Porvoo

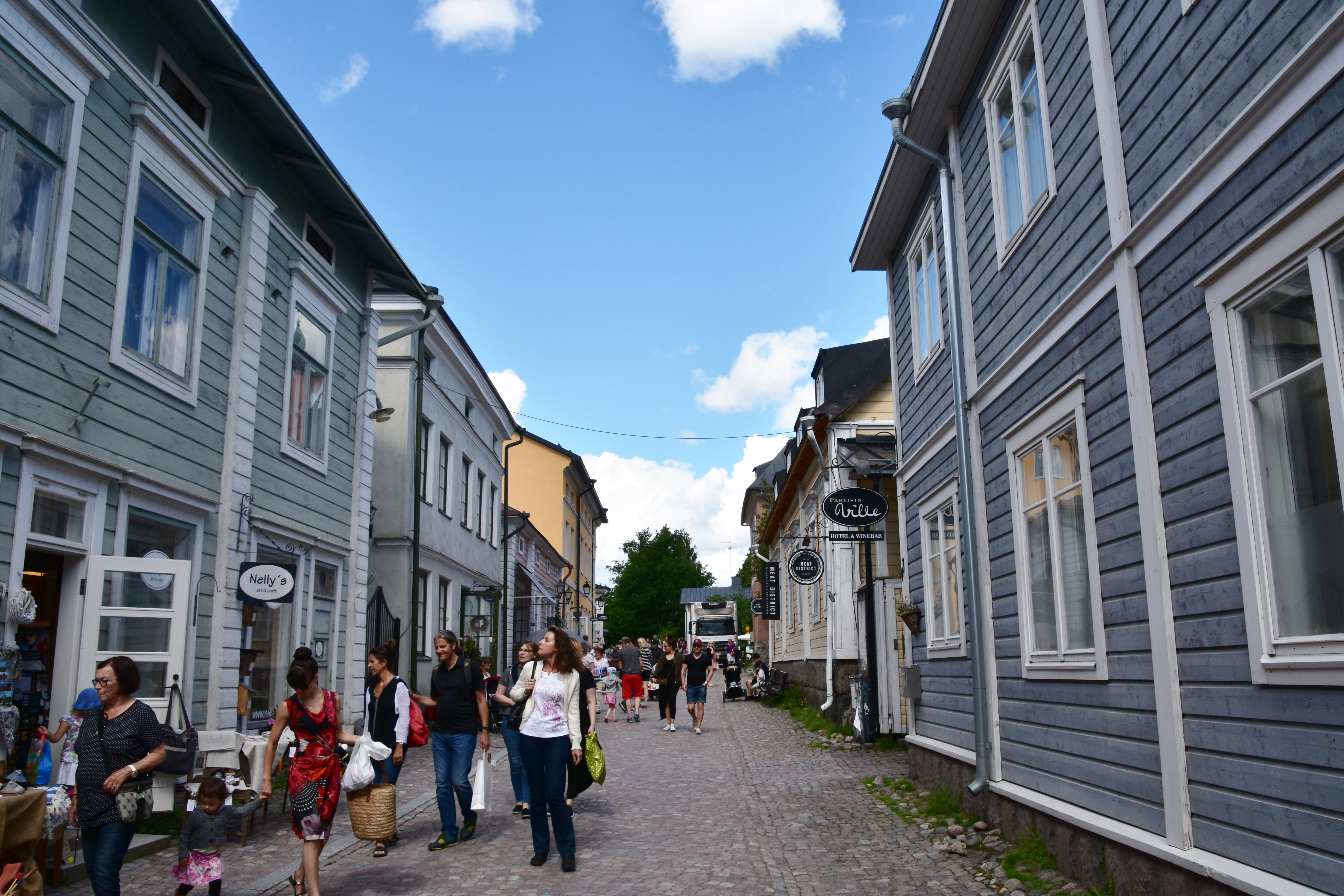
Thị trấn cổ Porvoo

Porvoo (/ˈporʋoː/) ở tiếng Phần Lan hay Borgå trong tiếng Thụy Điển), là một đô thị nằm ở bờ biển nam của Phần Lan khoảng 50 km về phía đông của Helsinki. Thị xã lấy tên từ một pháo đài bằng đất Thụy Điển gần sông Porvoonjoki chảy qua thị xã (tiếng Thụy Điển Borgå, có nghĩa là lâu đài và å sông). Porvoo là một trong 6 thị xã Trung cổ ở Phần Lan.

## Nhân vật nổi bật
- Albert Edelfelt, họa sĩ
- Sami Hyypiä, cầu thủ bóng đá
- Ville Vallgren, sculptor
- Grand Duke Vladimir of Russia, Romanov Dynast
- Johan Ludvig Runeberg, nhà thơ
- Remu Aaltonen, nhạc sĩ
- Hanna Ek, Miss Finland 2005

## Thành phố kết nghĩa
- Dalvík, Iceland
- Dinkelsbühl, Đức
- Hamar, Na Uy
- Hancock, Michigan, Mỹ
- Kamień Pomorski, Ba Lan
- Lund, Thụy Điển
- Tyresö, Thụy Điển
- Ventspils, Latvia
- Viborg, Đan Mạch
- Viimsi, Estonia
- Viljandi, Estonia